# RedTube
RedTube je američka pornografska web stranica. Stranica je dobila ime po uzoru na popularni YouTube. Osnovana je prije više od 5 godina. Dnevno ima 69.600.000 posjeta. Oko 21% posjetitelja se nalazi u SAD-u, gdje se po broju posjeta nalazi na 113 mjestu, dok se primjerice u Poljskoj nalazi na 32 mjestu.
13% prometa sastoji se od samo jedne posjete stranici.